# 香坂高宗
香坂 高宗（こうさか たかむね、生年不詳 - 応永14年（1407年））は、鎌倉時代末期から室町時代初期の武将。信濃国大河原城主。信濃宮宗良親王を30年に渡って庇護した南朝の忠臣として知られる。

## 人物
滋野氏（根津氏）の傍流とされる香坂氏は、北信濃の上水内郡を中心とした山間地に勢力を張った一族で、建武3年（1336年）に南朝方（北条残党）として牧城で挙兵した香坂心覚が記録に残されている。高宗の伊那香坂氏は戦いに敗れて伊那谷に逃れた香坂心覚の一族とする説や、香坂氏の本拠地に立ち寄った宗良親王に高宗らが同行して伊那谷に至ったとする説もあるが、根津氏では無く望月氏の傍流とされている点や時代的な関係（香坂心覚より前から存在していた可能性）から、香坂心覚との直接的な関連は定かではない。
高宗は、興国4年/康永2年（1343年）の冬（1344年とする資料もある）に居城の大河原城に後醍醐帝の皇子宗良親王を迎え、更に奥地の内ノ倉（現在の御所平）に仮御所を設け、諏訪神党に連なる知久氏や桃井氏など周辺の南朝方諸族らと共に宗良親王を庇護し続けた。
当時の伊那は天竜川東岸が南朝方の勢力圏、西岸は北朝方の小笠原氏の勢力圏となっており、高宗は東岸側の大草郷（上伊那郡中川村）から大河原（下伊那郡大鹿村）までを領していた。そのため宗良親王には、「信濃宮」以外に大草郷に由来する「大草の宮」・香坂に由来する「幸坂の宮」との呼び名がある。
高宗自身の戦功は伝わっていないが、宗良親王に従って各地を転戦したと思われる。また親王を奉じた大河原の地は、信濃のみならず東国・北陸道の各地で戦う南朝方の策源地となったとされる。宗良親王は越後・信濃などの南朝勢力を結集し、1352年（正平7年/文和元年）に武蔵野合戦に出陣したが敗れて信濃に逃げ帰り、正平10年/文和4年（1355年）には、北朝方の信濃守護家小笠原長基との決戦（桔梗ヶ原の戦い）に及ぶが、敗北を喫する。そして正平24年/応安2年（1369年）には関東管領で信濃守護職の上杉朝房が大河原に攻め寄せるが、高宗は大河原の地を守り抜いている。
文中3年/応安7年（1374年）、失意のうちに宗良親王は吉野に去るが、その後も度々大河原の地を訪れていたとされ、親王終焉の地の有力候補となっている。高宗は応永14年（1407年）に大河原城にて死去したとされ、大正4年（1915年）大正天皇即位大典の日、宗良親王への忠節に対して特旨をもって従四位が贈られた。

## 子供
大鹿村の伝承では少なくとも2人の子がいたとされ、第2子・松平二郎の居館跡が現在の松平神社であるという。